# مانوئل ساودرا
مانوئل ساودرا (زاده ۲۴ آوریل ۱۹۴۱ – درگذشته ۲۶ اوت ۲۰۱۱) بازیکن فوتبال اهل شیلی بود. او در سال ۱۹۶۷ در دو بازی برای تیم ملی فوتبال شیلی بازی کرد او همچنین بخشی از تیم شیلی برای مسابقات قهرمانی آمریکای جنوبی در سال ۱۹۶۷ بود.